# شبه دخيل صيني (يابانية)

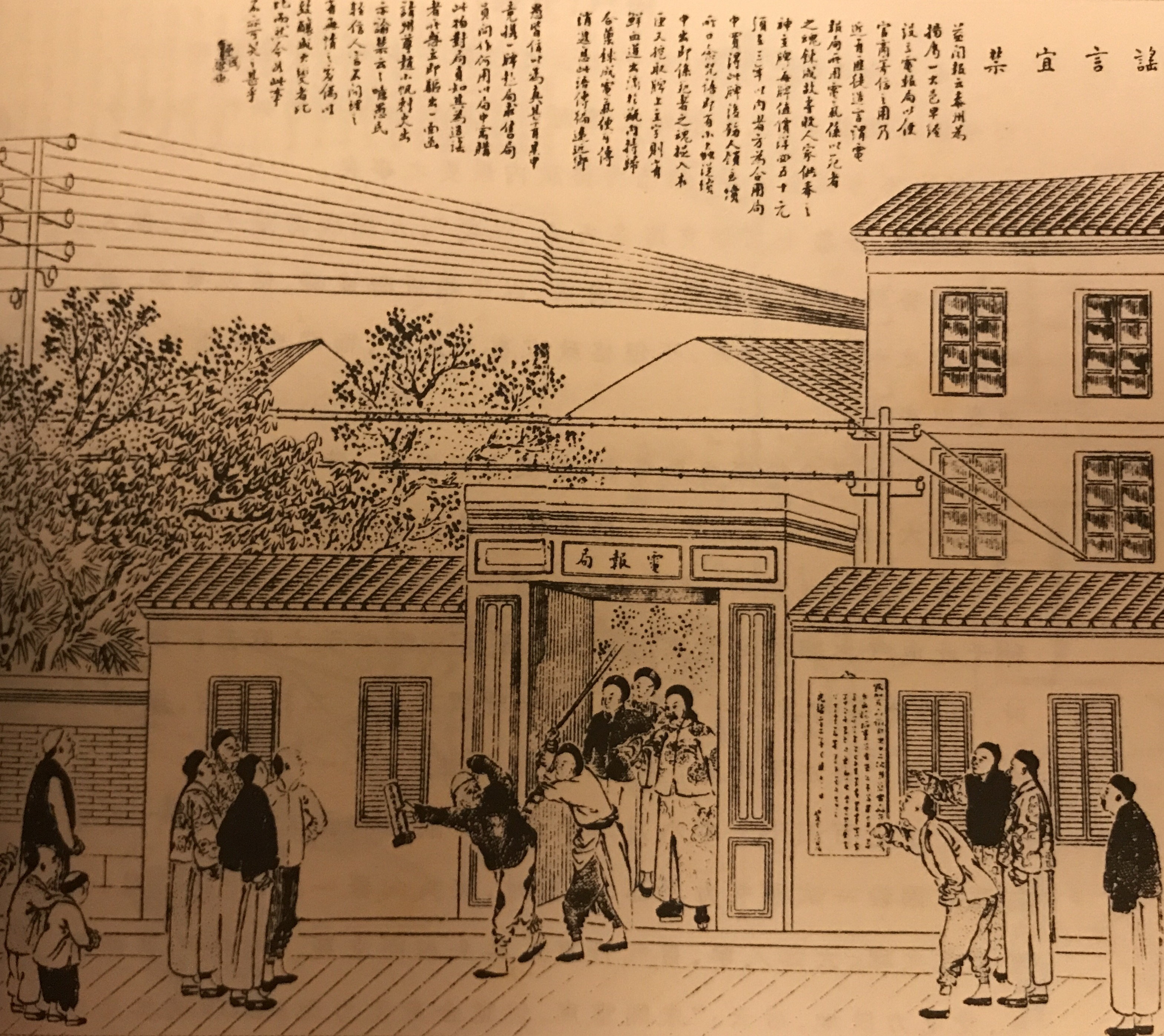

شبه الدخيل الصيني في اللغة اليابانية (واسي كنجو) يراد به اللفظ الذي ركب في اللغة اليابانية من كلمات صينية دخيلة.